# Volteig humà de campanes de Castellfabib

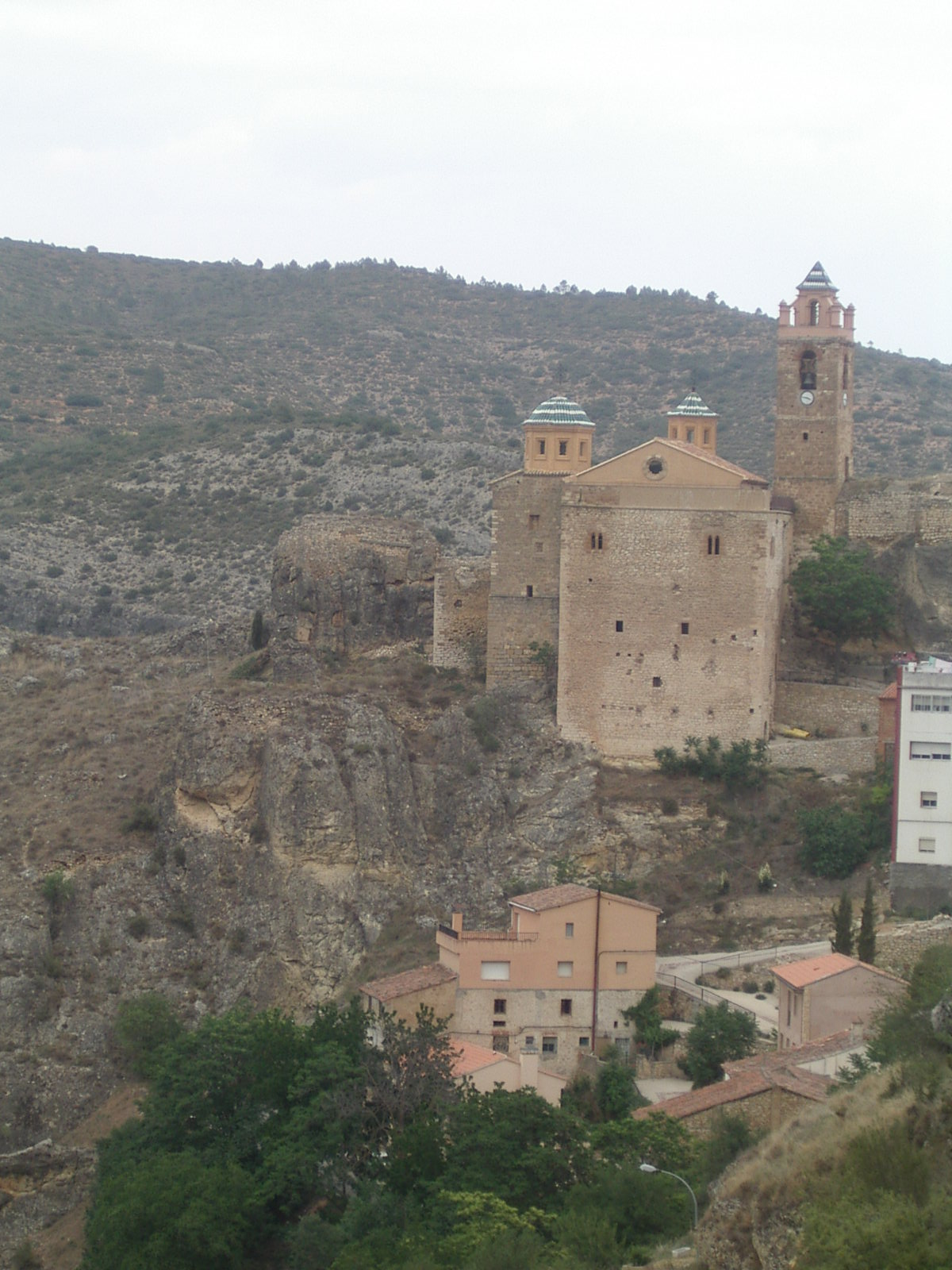
Vista de l'església de Castellfabib amb el seu campanar.

El volteig humà de campanes és una tradició festiva i religiosa que té lloc en el campanar de l'Església Parroquial de Nostra Senyora dels Àngels de la vila valenciana de Castielfabib. Allà rep el nom de bandeo, en castellà.
El volteig humà de campanes es realitza diverses vegades a l'any. Les ocasions principals són, en l'onomàstica de Sant Guillem, patró de la Vila, el 10 de febrer; el matí de la Pasqua de Resurrecció, durant la «processó de la Trobada», entre la Verge Maria i el Crist Resuscitat; i en la festivitat de la Verge de Tejeda, patrona de la Vila, el 8 de setembre. A més, també es realitza en moments de celebració especial, com ara per l'arribada d'una personalitat a la Vila o per motiu d'algun comiat de solter.

## Història
Encara que la tradició oral diu que el volteig humà té un origen immemorial que es remuntaria a l'època medieval, no existixen registres documentals que ho proven. De fet, fins ara no s'han trobat notícies escrites d'esta activitat en l'abundant documentació medieval relativa a la Vila (des de la conquista cristiana de l'any 1210, fins al segle xv), ni en la documentació moderna (segles XVI, XVII i XVIII). Tampoc se'n troben referències en les Relacions ad limina dels bisbes de Sogorb (del segle xvi al xix).
Igualment, no hi ha mencions a esta activitat en les cròniques dels prestigiosos autors que parlaren sobre Castielfabib en els segles XVI (Beuter, 1554; Viciana, 1564), XVII (Escolano, 1610-11), XVIII (Espinalt i García, 1778-95; Cavanilles, 1795-97) ni XIX (Villanueva, 1804; Miñano i Bedoya, 1826-29; Boix, 1845-47; Madoz, 1846; Aguilar i Serrat, 1890). En cap dels seus escrits, els autors ressenyats mencionen la tradició castielera del volteig humà de campanes.
Les primeres notícies escrites del volteig humà procedixen de la segona mitat del segle xx, de la mà del escriptor i periodiste valencià Lluís B. Lluch Garín (1966 i 1980):
| «                                                     | (castellà) [Los mozos], para demostrar que lo son, hacen su bautismo del aire y agarrados a las campanas voltean sin cesar, formando un solo cuerpo con el bronce que sale y entra por la hornacina, encima del abismo, arañando con sus brazos y piernas el aire quieto de ese precipicio. | (català) [Els mossos], per a demostrar que ho són, fan el seu bateig a l'aire i agafats a les campanes voltegen sense parar, formant un sol cos amb el bronze que ix i entra per la fornícula, sobre l'abisme, esgarrapant amb els seus braços i cames l'aire quiet d'este precipici. | » |
| — Ermitas y paisajes de Valencia, Luis B. Lluch Garín | | |   |

## Significat i evolució
Es desconeix l'orige de tan insòlita tradició, encara que se sap per testimonis que a principis del segle XX els xiquets de l'època ja s'exercitaven en l'exercici del volteig, agafant el batall perquè no sonara i muntant la campana.
Hipotèticament, el seu origen pot estar en la fanfarronada d'algun mosso de la Vila, en una promesa, una aposta o una altra idea similar. Des del punt de vista antropològic, el volteig humà de campanes de Castielfabib podria interpretar-se com un ritu de pas, amb el qual es passa de la vida adolescent a l'adulta, amb la consumació d'un exercici molt arriscat, com és el de muntar o voltejar la campana, que requerix molta perícia i valor. El volteig humà de campanes tingué el seu moment àlgid durant la postguerra espanyola, trobant-se íntimament vinculat amb les importants celebracions religioses de la Vila, ço és, Sant Guillem (10 de febrer), Pasqua de Resurrecció i la Verge de Tejeda (8 de setembre).
A causa de la despoblació de la comarca durant les últimes dècades, la pràctica d'esta tradició ha perdut part de la passió que abans despertava entre els veïns de la Vila, degut a la falta de xiquets que s'ensenyen dels adults la tècnica del volteig. Hui dia es realitza de forma esporàdica, a vegades fora de l'àmbit religiós, com per exemple en comiats de solter o en l'arribada d'una personalitat a la Vila. A pesar de ser un exercici molt arriscat, no hi ha constància de cap accident mortal. El rècord de voltes arriba a més del centenar.
El futur d'esta tradició es troba compromés per l'efecte de la despoblació que patix la Vila, ja que cada dia hi han menys veïns que hagen voltejat alguna vegada la Guillermina, això impedix als pocs xiquets i jóvens del municipi heretar dels majors l'entusiasme i la tècnica que requerix la pràctica del volteig humà.